# Isak Samokovlija

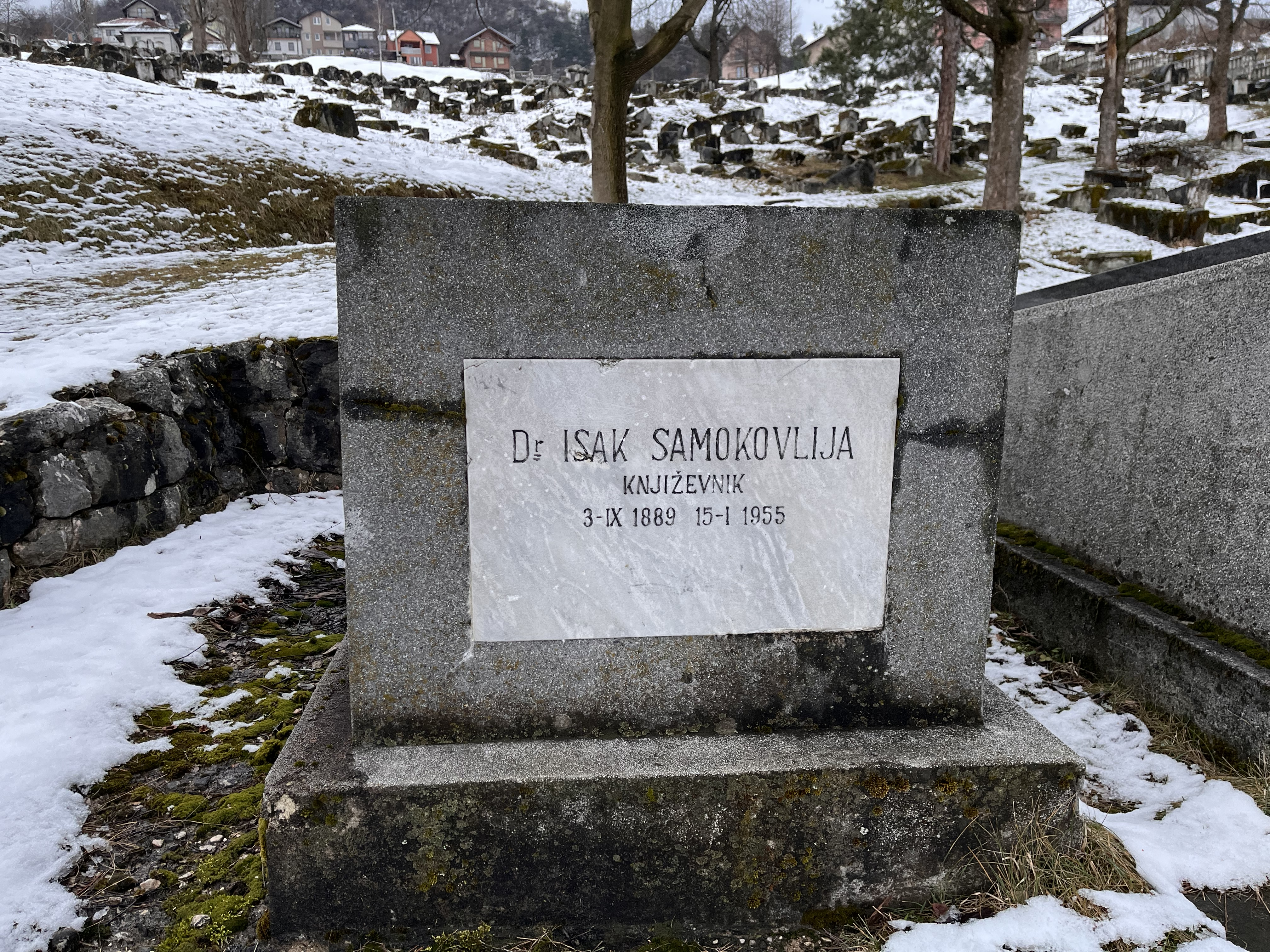

Isak Samokovlija (* 3. September 1889 in Goražde; † 15. Januar 1955 in Sarajevo) war ein jüdischer jugoslawischer Schriftsteller aus Bosnien.

## Leben
Samokovlija entstammte einer sephardischen Familie, die aus dem bulgarischen Samokow nach Bosnien eingewandert war. Er hatte vier Brüder. Schon als achtjähriger Knabe kam Samokovlija nach Sarajevo, um hier die Schule zu besuchen. Während seiner Gymnasialzeit erschienen erste Gedichte in dem Almanach Zora.
Mit Hilfe eines Stipendiums der jüdischen Kultur- und Wohlfahrtsgesellschaft La Benevolentia konnte Samokovlija ab 1910 in Wien Medizin studieren. 1917 schloss er sein Studium ab und arbeitete zunächst in einem Heeresspital in Sarajevo. Er heiratete Hedda Brunner aus Wien, mit der er drei Kinder hatte.
Neben seiner Tätigkeit als Arzt schrieb Samokovlija weiter Gedichte und begann in der Zeitschrift Jevrejski Život zu veröffentlichen (Artikel, Kritiken, Prosa, jüdische Themen). Außerdem übersetzte er jüdische Autoren wie Schalom Asch. 1927 wurde Samokovlijas erste Erzählung in der serbischen Zeitschrift Srpski knjizevni glasnik veröffentlicht. Daran schlossen sich weitere erfolgreiche Erzählungen aus dem jüdischen Milieu Bosniens an, denen in den 30er Jahren auch Bühnenstücke folgten.
1941 wurde Samokovlija aus dem Dienst entlassen, später aber von der Armee des Unabhängigen Kroatischen Staates, dem Bosnien nun angehörte, eingezogen. 1942 arbeitete er wieder in Sarajevo im Krankenhaus.
Nach dem Zweiten Weltkrieg wurde Samokovlija Chefredakteur der Zeitschrift Brazda. Er wurde zum Präsidenten der Schriftstellervereinigung Bosnien-Herzegowinas gewählt, war im Leitungsgremium des Jugoslawischen Schriftstellerkongresses und erhielt 1948 einen Literaturpreis der Jugoslawischen Regierung. Weitere Erzählungen, die nun entstanden, wurden in einige andere Sprachen übersetzt. 1953 durfte er offiziell Israel besuchen, 1954 Frankreich.
Samokovlija, der seit dem Krieg an einer Nierenerkrankung litt, starb an dieser Krankheit mit 66 Jahren in der Universitätsklinik von Sarajevo und wurde auf dem alten sephardischen Friedhof der Stadt beigesetzt.
Am 20. Mai 2006 brachte die Post von Bosnien-Herzegowina eine Sonderbriefmarke anlässlich des 60-jährigen Erscheinens des Buches Träger Samuel von Isak Samokovlija heraus, das ein Porträt des Autors zeigt.

## Werke
Samokovlija war ein Autor der realistischen Erzähltradition, dessen Bedeutung in der Schilderung der untergehenden Welt des sephardischen Judentums in Bosnien liegt.
- Od proljeća do proljeća, Erzählungen 1929
- Plava Jevrejka, Drama 1932 (dt. Die blonde Jüdin)
- Nosač Samuel, Erzählungen 1946
- Tragom života, Erzählungen 1948
- Solomunov slovo, Erzählungen 1949
- Pripovijetke, Erzählungen 1964
- Sabrana djela, 3 Bde. 1967
- Hanka, Erzählung dt. 1972; Verfilmung: Jugoslawien 1955 (Regie: Slavko Vorkapić)
- Die rote Dahlie, Erzählungen, dt. 1975